# Pierre-Antoine Baudouin
Pierre-Antoine Baudouin (Parigi, 15 dicembre 1723 – Parigi, 13 dicembre 1769) è stato un pittore e disegnatore francese.
I suoi particolari guazzi e i suoi disegni sono stati molto apprezzati e collezionati fin dalla seconda metà del XVIII secolo. Allievo di François Boucher, è considerato uno dei maestri di Fragonard.

## Biografia

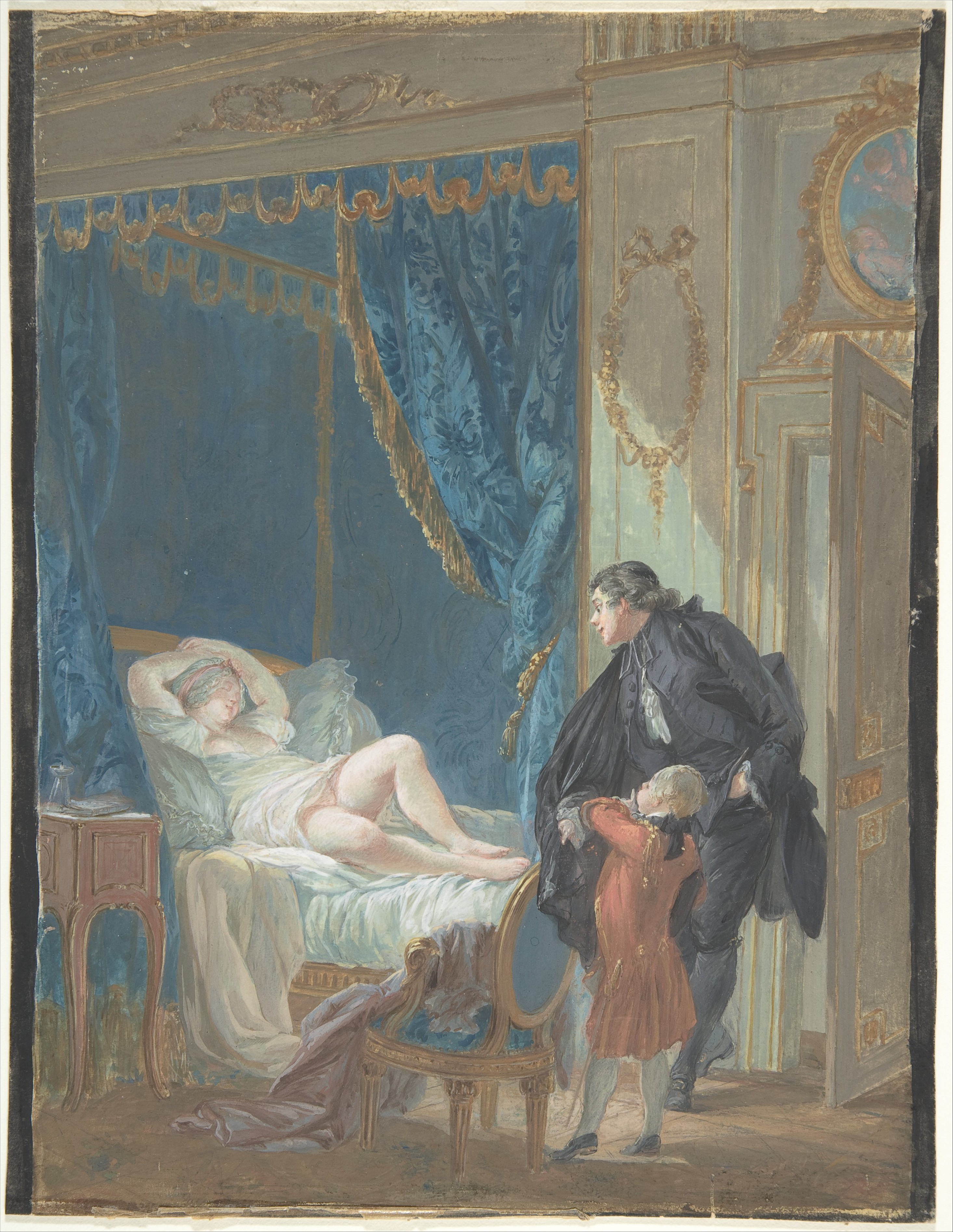
Le ore del giorno. Il mattino, 1753, guazzo, New York, MET.

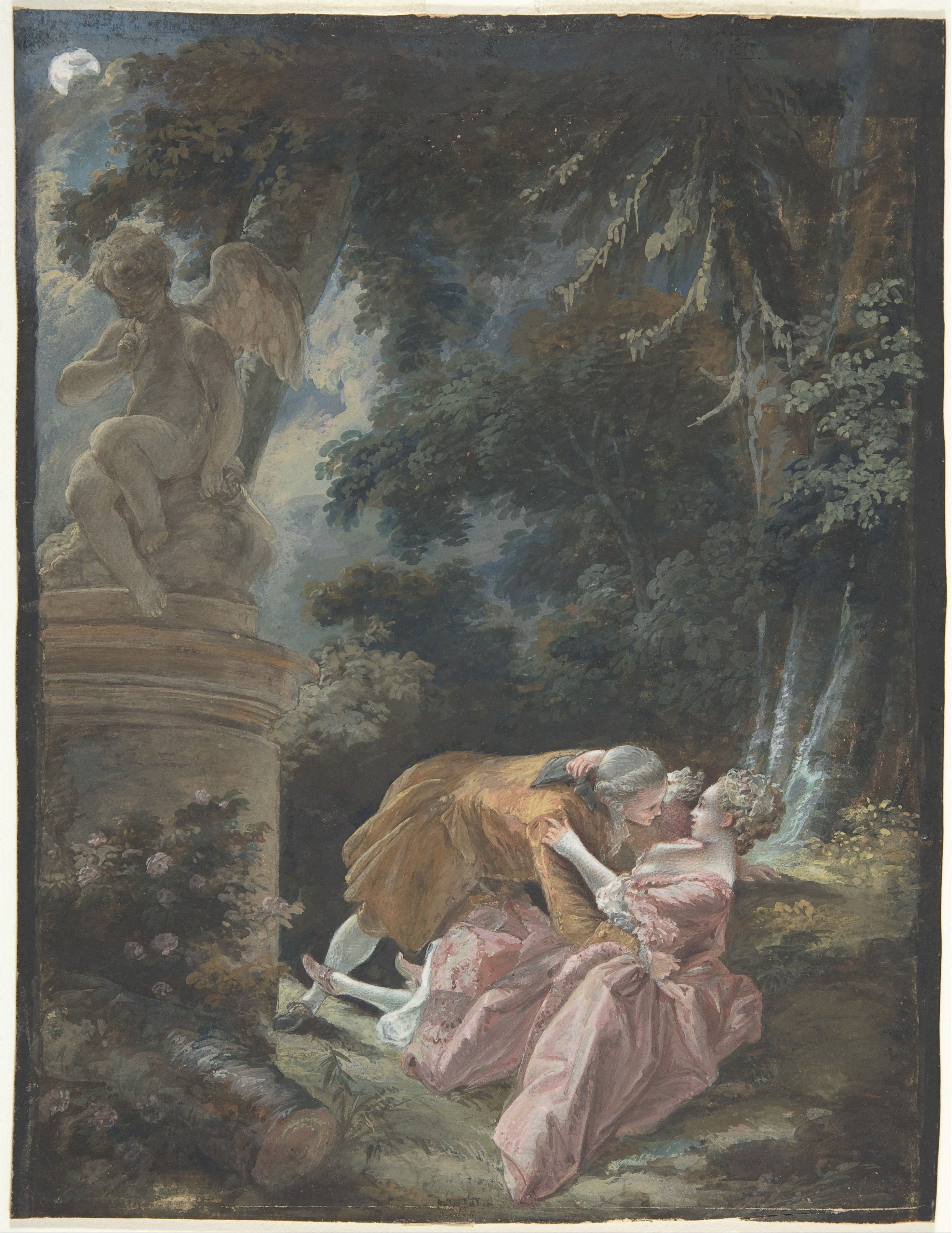
Le ore del giorno. La notte, 1753, New York, MET.

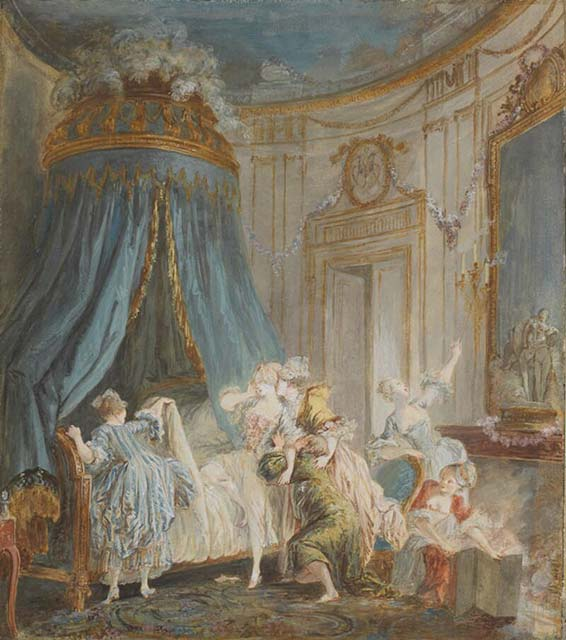
Il coricarsi della sposa, 1767, guazzo, Ottawa, National Gallery of Canada

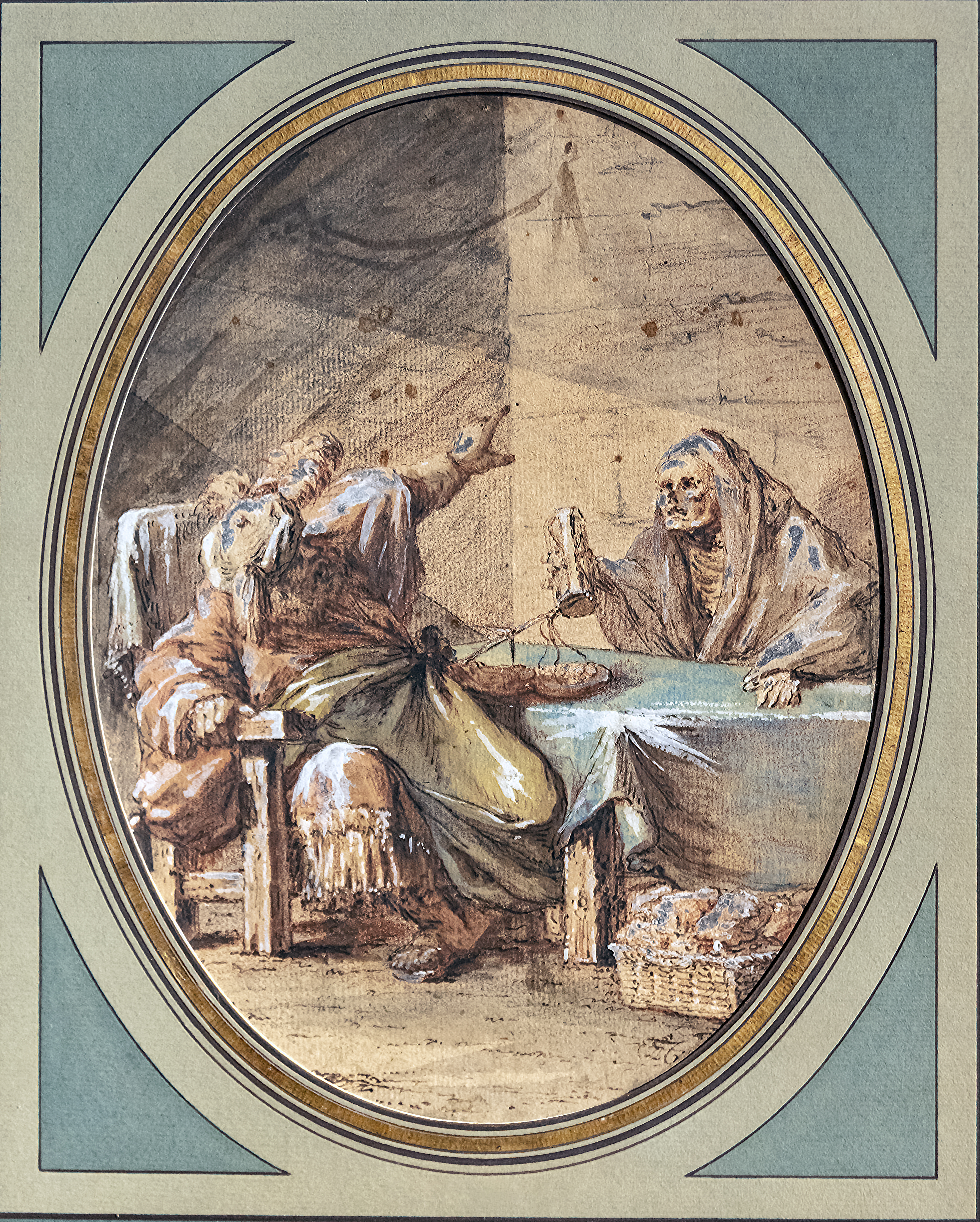
La Morte e il banchiere, Parigi, Museo d'arti decorative.

Figlio d'un incisore, divenne allievo e poi genero di François Boucher, le cui opere ebbero per lui un'influenza decisiva in termini di stile e temi.
Sposò la figlia minore di Boucher, Marie-Émilie, l'8 aprile 1758 e si specializzò in miniature a guazzo, che espone per la prima volta al Salon del 1761. Fu ammesso all'Académie royale nel 1763 con una piccola gouache sul soggetto storico di Frine accusata di empietà davanti all'Areopago (Parigi, Museo del Louvre) e successivamente dipinse illustrazioni di episodi biblici.
Si fece tuttavia conoscere soprattutto come disegnatore di scene libertine in un ambiente contemporaneo. Tali guazzi furono esposti al Salon dal 1763 al 1769. Alcune furono condannate dall'arcivescovo di Parigi e persino da Diderot - egli stesso autore di romanzi libertini sotto pseudonimo - che scrisse: “Greuze si è fatto pittore, predicatore di buoni costumi; Baudouin, pittore, predicatore di cattivi costumi. Greuze, pittore di famiglie e di gente onesta; Baudouin, pittore di casette e di libertini". E aggiunge, a mo' di ritratto: “Un tipo simpatico, spigliato, spiritoso e un po' incline a condurre una vita dissoluta; ma cosa devo temere, mia moglie ha più di quarantacinque anni!".
Uno dei suoi capolavori è senza dubbio la serie di quattro gouaches intitolata Le quattro ore del giorno (1753), che De Ghendt traspose su rame con grande delicatezza di tono (1765).
Alcune delle sue opere sono direttamente ispirate alle scene d'amore pastorale di Boucher, ma la sua attenzione ai temi morali e ai dettagli dimostra che è stato influenzato anche da Jean-Baptiste Greuze.
Naturalmente ricevette commissioni dalla Corte. Il 20 novembre 1763 fu eletto membro dell'Accademia reale di pittura e scultura e nominato pittore del re. Nel 1766 dipinse due ritratti per il re e un Seguito della vita della Vergine, nel 1767, per Madame du Barry, all'epoca favorita di Luigi XV e astuta mecenate delle arti.
Baudouin fu probabilmente il mentore di Fragonard nell'iconografia libertina. A partire dal 1765, i due condivisero lo studio del defunto pittore Jean-Baptiste Deshays al Louvre, di cui Baudouin era cognato per matrimonio. Nel 1767 chiesero di copiare insieme i dipinti di Rubens al Palazzo del Lussemburgo. Alla morte prematura di Baudouin, nel 1769, i disegni e i dipinti di Fragonard abbondavano nel suo studio.
Baudouin fu uno dei disegnatori più popolari degli ultimi decenni dell'Ancien Régime. Nel 1760, alla vendita Testard, una delle sue piccole gouaches fu venduta a 1.750 livres. Ricevette commissioni da importanti collezionisti come il marchese di Marigny. Diversi suoi guazzi incisi da Nicolas Ponce, come Annette et Lubin, ebbero grande successo. Il suo studio fu venduto nel marzo 1770.
Suo figlio, François-Jean Baudouin (1759-1835), divenne il tipografo ufficiale delle assemblee rivoluzionarie a partire dal 1790, nonostante la sua genealogia e l'avversione al libertinaggio dopo il 1789, perché dopo la morte del padre fu allevato dal tipografo Michel Lambert, suo zio paterno.

## Opere
Un primo tentativo di catalogo ragionato dell'opera dell'artista fu pubblicato nel 1875 da Emmanuel Bochet (1835-1919), sempre in modo indiretto, cioè attraverso incisioni tratte dalle sue gouaches e dai suoi disegni. L'insieme è costituito principalmente da guazzi su carta, disegni a penna e gesso rosso, miniature su avorio o legno, pastelli e rarissimi oli su tela. Riprodotte frequentemente in incisioni durante la vita dell'artista e postume, alcune delle opere originali sono note solo grazie alla loro menzione al Salon, oltre che alle incisioni stesse.
Curiosamente, Portalis e Beraldi citano Baudouin come autore di un'unica incisione ai suoi esordi, ovvero quella per il libretto de La Princesse de Navarre, una comédie-ballet rappresentata per la prima volta a Versailles il 23 gennaio 1745.
- "Le quattro ore del giorno" (serie di 4 guazzi, 25,9 × 20 cm, 1753)
  - Il mattino, New York, MET
  - Il mezzogiorno, una donna addormentata, un libro accanto alla sua mano.
  - La sera, donna nuda che si veste davanti a uno specchio.
  - La notte, New York, MET
- Loth inebriato dalle sue figlie, guazzo del 1761.
- Riposo durante la fuga in Egitto, guazzo del 1761.
- Loth e le sue figlie addormentate, guazzo del 1761.
- Frine accusata di empietà davanti agli Areopagiti, guazzo, Salon del 1763, 46,4 × 38,2 cm, Parigi, Louvre
- Il curioso, 1763-1769, guazzo, collezione privata
- Il raccoglitore di ciliegie (1764-1765 circa), pittura su tela, 91,1 × 71,8 cm, Canada, collezione privata[5].
- Il catechismo, guazzo del 1765, Stati Uniti, collezione privata.
- Il confessionale, guazzo del 1765.
- Annette e Lubin, guazzo del 1765, copia, Parigi, Museo Cognacq-Jay.
- La faretra esausta (La ragazza rifiutata), Salon del 1765, guazzo.
- I trovatelli, guazzo del 1765.
- La lettura (La lettrice addormentata), intorno al 1765, 29 × 22,5 cm, Parigi, museo d'arti decorative
- "Gli amori campestri", serie di 4 guazzi (Salon, 1765-1767) :
  - I: Piccolo idillio galante, 33,5 × 42 cm, collezione privata.
  - II: Fanciulla ammonita dalla madre, 30,5 × 23,9 cm, Cleveland, Cleveland Museum of Art.
  - III: La visita dell'amante, 31,8 × 21,6 cm, Cleveland, Cleveland Museum of Art.
  - IV: La capanna o La madre che sorprende sua figlia su un covone di paglia, 31,3 × 41,6 cm, collezione privata.
- Passeggiata di famiglia nel giardino, guazzo dal 1765-1766, 27,4 × 38,9 cm, Washington, Galleria Nazionale d'Arte.
- Le cure tardive, circa 1767, guazzo, 29 × 21 cm, Parigi, museo delle Arti Decorative.
- Il coricarsi della sposa, 1767, 36 × 31,7 cm, opera destinata al marchese di Marigny, appena sposato, Ottawa, Galleria Nazionale del Canada.
- Il sentimento dell'amore che cede alla necessità, 1767.
- La moglie indiscreta, circa 1767-1769, guazzo, 30 × 27 cm, Parigi, museo delle Arti Decorative.
- Il modello onesto, 1769, guazzo, 40,6 × 35,7 cm, Washington, Galleria Nazionale d'Arte.

Dipartimento d'arti grafiche del museo del Louvre:
- Concerto da camera - Quartetto, miniatura in medaglione[6]
- Diana ferita dall'Amore, miniatura su avorio in medaglione[7]
- Il messaggio d'amore, miniatura di paesaggio su avorio[8]
- Suite di scene galanti, due disegni, penna e pietra nera
- Serie di ritratti disegnati

Altri, non datati:
- Pranzo campestre, guazzo, Parigi, Museo Cognacq-Jay[9].
- La serata alle Tuileries, guazzo, Parigi, Museo Cognacq-Jay[10]. Esiste una copia in collezione privata[3].
- Il giardiniere galante, copia dell'originale [1780], Clermont-Ferrand, museo d'Arte Roger-Quilliot[11].
- La strada per la fortuna, guazzo, Stati Uniti, collezione Jeffrey Horvitz.
- Fanciulla seduta in un parco, guazzo, 33 × 45,7 cm, collezione privata.
- Scena erotica in un paesaggio, olio e pastello ovale, 27 × 27 cm, collezione privata.
- Giovane cameriera svegliata dal gatto in soffitta, acquerello e inchiostro, 18,5 × 13,5 cm, collezione privata.
- Ninfe addormentate spiate dai fauni, olio su tela, 34 × 42 cm, Narbona, Museo municipale.
- L'invenzione del disegno
- La morte di Britannico
- Cefalo e Procri